# Клийнтех (изложение)
Изложението Клийнтех („Clean Tech“ до 2008 г. се нарича изложение „Аква Израел“) е годишно международно изложение, заедно с конференция, създадено през 1997 г., което се занимава с въпроси свързани с водата. От 2008 г. насам са представени зеленото строителство, рециклирането, зеленият транспорт, възобновяемата енергия и енергийната ефективност.
Изложението, организирано от групата Машов, е създадено по инициатива на Хайм Алуш и всяка година представя технологии, които спомагат за решаването на проблема с глобалното затопляне, нарастващия глобален недостиг на вода, замърсяването на въздуха и други подобни. Целевата аудитория на изложението се състои от специалисти (инженери и изследователи), инвеститори в областта, ръководители на местни власти, мениджъри на екологични отдели в местните власти и ръководители на заводи. Като цяло тя привлича десетки хиляди хора всяка година.

## Състезанието Десет зелени власти в Израел
Състезанието „Десет зелени органи в Израел“ започна през 2008 г. по инициатива на „групата Машов“. Целта на конкурса е да насърчи кмета и властите да инвестират и работят по-енергично за околната среда. Всяка година публичен комитет избира властите, които са превъзхождали в следните области: рециклиране, зелена сграда, енергийна ефективност, възобновяема енергия, пестене на вода градинарство и др.